# Lighthouse X
Lighthouse X (uttalas "Lighthouse Ten") är en dansk musikgrupp bildad 2014.

## Eurovision
Den 13 februari 2016 deltog Lighthouse X i Dansk Melodi Grand Prix med låten "Soldiers of Love". De var en av totalt tio tävlande i finalen och blev en av de tre som gick vidare till den avgörande röstningsomgången. Där utsågs de till vinnare efter att de fick 42 procent av telefonrösterna, sex procent fler än tvåan Anja Nissens "Never Alone".
Vinsten innebär att Lighthouse X kommer representera Danmark i Eurovision Song Contest 2016 i Stockholm med sin låt. Gruppen kommer att framföra bidraget i den andra semifinalen i Globen den 12 maj 2016.

## Medlemmar
- Søren Bregendal – sång
- Johannes Nymark – sång
- Martin Skriver – sång

## Diskografi

### Album
- 2015 - Lighthouse X

### Singlar
- 2014 - "Kærligheden kalder"
- 2015 - "Hjerteløst"
- 2015 - "Nattens gløder"
- 2015 - "It's a Brand New Day"
- 2015 - "Home"
- 2016 - "Soldiers of Love"